# Daphnis andamana
Daphnis andamana är en fjärilsart som beskrevs av Druce 1882. Daphnis andamana ingår i släktet Daphnis och familjen svärmare. Inga underarter finns listade i Catalogue of Life.